# Samarglasögonfågel
Samarglasögonfågel (Dasycrotapha pygmaea) är en fågel i familjen glasögonfåglar inom ordningen tättingar. Den förekommer i Filippinerna på öarna Samar och Leyte. IUCN listar arten som nära hotad.

## Utseende och läte
Samarglasögonfågel är en mycket liten tätting med en kroppslängd på endast 10 cm. Fjäderdräkten är matt olivbrun ovan, något varmare på hjässan. I ansiktet syns något mörkare brun tygel än hjässan som sedan sträcker sig vidare över ögat i ett vagt ögonbrynsstreck. På undersdian är den mellangrå till olivgrå, med suddiga vita spolstreck som skapar ett mjukt mönster. Ögat har en röd yttre ring och en ljus gul inre. Näbben är skifferblå och benen skiffergrå. Den skiljer från närbesläktade mindanaoglasögonfågeln förutom i detaljer i färgsättningen även genom kortare näbb, vinge och framför allt stjärt. Lätena antas likna mindanaoglasögonfågelns.

## Levnadssätt
Arten hittas i både gammal och ung skog på mellan 100 och 1100 meters höjd. Födan består av insekter och viss frukt. Den ses i par eller små sällskap, ofta tillsammans med andra arter, bland annat timalior. Den kan ses hänga upp och ned under födosök och har setts fånga insekter i luften. Fåglar i häckningstillstånd har setts i april och maj.

## Utbredning och systematik
Fågeln förekommer i Filippinerna, på Leyte och Samar. Den behandlas som monotypisk, det vill säga att den inte delas in i några underarter. Tidigare betraktades den som en underart till D. plateni och vissa gör det fortfarande. Liksom flera andra glasögonfåglar i Filippinerna behandlades den tidigare som en medlem av familjen timalior (Timaliidae), då i släktet Stachyris. Genetiska studier visar dock att de är en del av glasögonfåglarna.

## Status
Arten tros minska relativt kraftigt i antal till följd av skogsavverkningar, så pass att internationella naturvårdsunionen IUCN kategoriserar arten som nära hotad.